# Strypa
Strypa (ukrainsk: Стрипа; ungarsk: Sztripa) er en flod i Ternopil oblast i det Vestukraine. Den er 147 km lang og løber gennem Ternopil oblast, og er en biflod til Dnestr (fra venstre), og afvander et område på 1.610 km², hvilket udgør 12 % af området i Ternopil oblast. Floden er generelt cirka 30 m bred og ligger i en skarpt afgrænset dal. Dens vand anvendes af industri og landbrug. Der er bygget et lille vandreservoir på den. De store centre langs floden omfatter Zboriv, Butjatj og Zarvanytsja.
De vigtigste bifloder er Vest Strypa, Vosusjka, Vil'khovets' og Studenka.
Mellem Butjatj og Zboriv løber den over talrige vandfald gennem en dyb kløft.
I 1915-1916 var floden frontlinje mellem den Russiske og Østrigsk-ungarske hær.
- Rusylivfaldene
- Meandre i Butjatj